# Diego O'Reilly
Diego O’ Reilly (Irlanda, ca. 1775 - alta mar, 1821) fue un militar español de origen irlandés, que combatió en el ejército realista durante la Guerra de Independencia del Perú.

## Biografía
Era hijo de un noble irlandés que combatió durante años al servicio del rey de España. Se enroló joven en el ejército, y participó en la guerra de independencia española. Fue tomado prisionero por los franceses pero escapó poco después, adquiriendo fama por haberlo hecho de una cárcel considerada hasta entonces inexpugnable. Participó en los finales de la guerra de independencia, y llegó al grado de brigadier.
En 1815 fue enviado al Virreinato del Perú, como jefe de una división que debía reforzar el ejército del Alto Perú, a órdenes del general José de la Serna. Tuvo algunos entredichos con de la Serna, que le valieron fama de insubordinado. Con el tiempo sería también considerado por sus camaradas de armas como un oficial valiente y hasta temerario pero de escaso talento.
Hizo una campaña hasta Santa Elena, en las cercanías de Tarija, como parte de la expedición de 1817 sobre la Salta. Cuando el mayor Gregorio Aráoz de Lamadrid marchó hacia el norte a espaldas del ejército realista, lo persiguió varios días, sin lograr alcanzarlo. Cuando Lamadrid fracasó en su intento de ocupar Chuquisaca, de inmediato  O'Reilly comenzó la persecución del jefe patriota vencido; su vanguardia, al mando de José Santos La Hera, lo venció en el combate de Sopachuy, y lo obligó a huir hacia Orán.
Posteriormente O'Reilly pasó a prestar servicios en el Ejército de Lima. Cuando la Expedición Libertadora, al mando de José de San Martín, desembarcó en la costa sur del Perú, O’ Reilly fue enviado a enfrentarlo en Ica, pero el  ejército patriota se reembarcó hacia Huaura, al norte de Lima, pero una parte marchó hacia la Sierra, comandado por el general Juan Antonio Álvarez de Arenales, en la llamada Primera campaña de Arenales a la sierra del Perú.  
Tras regresar O'Reilly a Lima, el virrey Joaquín de la Pezuela, para evitar que Arenales intentara cercar Lima desde el interior, puso al brigadier español al mando de una división del Ejército de Lima que marchó a toda prisa hacia la sierra, la cual quedó mermada en el trayecto. El irlandés se instaló en Cerro de Pasco y pidió refuerzos al virrey; pero éste enfrentaba al ejército desembarcado de San Martín, y prefirió conservar las tropas de línea en la capital. El 6 de diciembre de 1820, Arenales atacó la villa de Cerro de Pasco, iniciando la batalla de Pasco. Las tropas realistas se componían en su mayoría de milicianos sin experiencia en combate, por lo que las fuerzas de Arenales dieron rápidamente cuenta de los hombres de O’ Reilly. Él mismo fue tomado prisionero, y la mayor parte de sus soldados incorporados a las fuerzas de Arenales, incluyendo la caballería realista, que desertó bajo el mando del hasta entonces teniente coronel español Andrés de Santa Cruz, y que se pasó al ejército patriota.
O’Reilly fue llevado preso al campamento de San Martín, y posteriormente permaneció prisionero en Lima. A mediados del año 1821, San Martín permitió a varios oficiales realistas – entre ellos O’Reilly – embarcarse a España. Profundamente deprimido, y con su futuro militar arruinado, éste se suicidó lanzándose al agua en alta mar.